# 李惠 (大興)
李惠，順天府大興县人，清朝官员。
雍正四年，擔任山西介休縣知縣。